# Бруднув-Перший
Бруднув-Перший (пол. Brudnów Pierwszy) — село в Польщі, у гміні Далікув Поддембицького повіту Лодзинського воєводства.
Населення — 258 осіб (2011).

## Демографія
Демографічна структура станом на 31 березня 2011 року:
|          | Загалом | Допрацездатний вік | Працездатний вік | Постпрацездатний вік |
| -------- | ------- | ------------------ | ---------------- | -------------------- |
| Чоловіки | 131     | 23                 | 93               | 15                   |
| Жінки    | 127     | 29                 | 74               | 24                   |
| Разом    | 258     | 52                 | 167              | 39                   |